# John Herman Merivale
John Herman Merivale (5 août 1779 - 25 avril 1844, Bedford Square) est un avocat et homme de lettres anglais.

## Biographie
Il est le fils unique de John Merivale de Barton Place, Exeter, et Bedford Square, Londres, par Ann Katencamp ou Katenkamp, fille d'un marchand allemand installé à Exeter, et y est né le 5 août 1779. Petit-fils de Samuel Merivale (1715-1771), tuteur dans une académie dissidente locale à Exeter, il est élevé presbytérien. Il passe quelques années au St. John's College de Cambridge, mais part sans avoir obtenu de diplôme . Plus tard dans sa vie, il se conforme à l'Église d'Angleterre.
Le 17 décembre 1798, Merivale entre au Lincoln's Inn, où il est admis au barreau au terme de Hilary en 1804. Il exerce dans la chancellerie et la faillite, et publie des rapports de cas plaidés et déterminés à la High Court of Chancery, Londres, 1817–19. Il siège à la Commission de la chancellerie de 1824, dont il approuve le rapport, mais expose un plan de réforme plus large dans A Letter to William Courtenay, Esq., On the Subject of the Chancery Commission, London, 1827. 
Le 2 décembre 1831, Merivale est nommé commissaire aux faillites, poste qu'il occupe jusqu'à sa mort, le 25 avril 1844. Il est enterré dans le cimetière de Hampstead.

## Œuvres
En 1811, Merivale publie, pour la Society for the Diffusion of Knowledge respecting the Punishment of Death and the Improvement of Prison Discipline, A Brief Statement of the Proceedings in both Houses of Parliament in the Last and Present Sessions on the plusieurs Bills presented in a view to the Amendment of the Criminal Law: with a General Review of the Arguments used in the Debates on these occasions, Londres. Il est le principal collaborateur de Robert Bland dans ses "Collections from the Greek Anthology and from the Pastoral, Elegiac, and Dramatic Poets of Greece", Londres, 1813. En 1814, il publie Orlando in Roncesvalles, Londres, un poème en ottava rima, basé sur la Morgante Maggiore de Luigi Pulci, et en 1820 une traduction libre dans le même mètre des premier et troisième chants du Ricciardetto de Niccolò Fortiguerra.
Une édition des poèmes de Merivale Poems, Original and Translated, parait en 1838, Londres, 2 vol., avec une suite de The Minstrel de James Beattie, quelques traductions de Dante, et d'autres mélanges. Lorsqu'il passe l'âge mûr, il apprend l'allemand et, peu de temps avant sa mort, publie des traductions, en partie réimprimées du New Monthly Magazine de 1840, de The Minor Poems of Schiller of the Second and Third Periods, Londres, 1844 .
Merivale est un ami de Lord Byron, qui loue ses traductions du grec et son Orlando in Roncevalles. Il contribue fréquemment à la revue trimestrielle et à d'autres revues et périodiques. En 1837-1838, il publie dans le Gentleman's Magazine des lettres de Walter Moyle.

## Famille
Merivale épouse, le 10 juillet 1805, Louisa Heath, fille de Joseph Drury, dont il a six fils et six filles. Ses deux fils aînés sont Herman Merivale et Charles Merivale.